# Dinoflagel·lats
Els dinoflagel·lats (Dinoflagellata, del grec dinos, girant i del llatí, flagellum, fuet) són un extens fílum d'alveolats flagel·lats. La majoria de les espècies són unicel·lulars i formen part del plàncton marí, si bé n'hi ha d'aigües dolces i de colonials. Les poblacions es distribueixen en funció de la temperatura, la salinitat i la profunditat. Prop de la meitat dels dinoflagel·lats són fotosintètics i constitueixen el grup més gran d'algues eucariotes a part de les diatomees. Com que són productors primaris, constitueixen una part important de la cadena alimentària aquàtica. Certes espècies fotosintètiques, les zooxantel·les, són endosimbiòtiques d'animals (corall, anemones i cloïsses) i eucariotes unicel·lulars marins, desenvolupant un important paper en la biologia dels esculls de corall. Altres dinoflagel·lats són depredadors d'altres eucariotes unicel·lulars i algunes formes són paràsites (vegeu per exemple, Oodinium i Pfiesteria). Alguns dinoflagel·lats són responsables de les marees roges, en les que sintetitzen potents toxines.

## Morfologia
El tret més característic dels dinoflagel·lats és la presència d'un solc transversal i un altre de longitudinal, de cada un dels quals s'origina un flagel, que proporciona als dinoflagel·lats uns moviments característics. Els dos flagels són dissimilars. L'anomenat flagel longitudinal, s'estén cap enrere, mentre que l'altre forma un cercle lateral i és denominat flagel transversal. El flagel transversal proporciona la major part de la força que propulsa la cèl·lula i genera sovint un moviment giratori característic. El flagel longitudinal funciona principalment com a timó, encara que també produeix una certa força propulsora.
Els dinoflagel·lats tenen una coberta cel·lular complexa anomenada anfiesma, integrada per vesícules planes anomenades alvèols. En algunes espècies, aquestes es basen en plaques de cel·lulosa entrellaçades que componen una espècie d'armadura anomenada teca. La teca pren diverses formes depenent de l'espècie i de vegades de l'etapa vital del dinoflagel·lat. En moltes espècies també es troben extrusomes fibroses. Tot això, junt amb altres detalls estructurals i genètics, indica una relació propera entre els dinoflagel·lats, i els apicomplexos i ciliats, que són designats col·lectivament alveolats.
Presenten cloroplasts en forma de discs o varetes amb clorofil·les "a" i "c" i algunes xantofil·les específiques. Les diferents combinacions de pigments els proporcionen una coloració groga, bruna groguenca, bruna, verd-blava, etc. Els pirenoides es troben junt al cloroplast, no en el seu interior, i s'hi emmagatzema midó i greix. Els cloroplasts de la majoria dels dinoflagel·lats fotosintètics estan envoltats per tres membranes, cosa que suggereix que provenen probablement de la ingestió d'algun tipus d'alga. Tanmateix n'hi ha que tenen cloroplasts amb diferents pigmentacions i estructures, alguns dels quals conserven un nucli. Això suggereix que els cloroplasts varen ser incorporats per diversos esdeveniments endosimbiòtics que implicaven formes ja acolorides o secundàriament descolorides. El descobriment de plastidis en els apicomplexos va dur a pensar que havien estat heretats d'un avantpassat comú a tots dos grups; tanmateix no els té cap de les línies basals.
La cèl·lula dels dinoflagel·lats conté els orgànuls més comuns com el reticle endoplasmàtic, l'aparell de Golgi, els mitocondris, grànuls de lípids i midó i vacúols endoplasmàtics. A més, s'han trobat alguns orgànuls sensibles a la llum (els en permeten determinar la direcció i intensitat) i nuclis més grossos del que és usual, que contenen un nuclèol prominent. Molts disposen de tricocists que disparen filaments mucilaginosos.
Els dinoflagel·lats tenen un nucli de forma peculiar, denominat dinocarió, en el qual els cromosomes es fixen a la membrana nuclear. Els cromosomes estan molt organitzats, estan mancats d'histones i no presenten una interfase vertadera. Aquesta classe de nucli havia estat considerat com una forma intermèdia entre el nucleoide dels procariotes i les nuclis veritables dels eucariotes, i va ser anomenat mesocarió, però actualment es considera més una forma avançada que una de primitiva.

## Cicle vital
En la majoria dels dinoflagel·lats, el nucli és dinocarió durant tot el cicle vital. Són generalment haploides i es reprodueixen sobretot per fissió binària, però la reproducció sexual també es dona. Aquesta té lloc per la fusió de dos individus per formar un zigot, que pot seguir sent mòbil a la manera típica del dinoflagel·lat o formar un quist immòbil, que experimenta més endavant una meiosi per produir noves cèl·lules haploides.
Així per exemple, quan les condicions arriben a ser crítiques, generalment per falta d'aliment o per inexistència de llum, dos dinoflagel·lats es fusionen formant un planozigot. Aquest continua la seva mobilitat fins que després d'uns quinze dies perd els seus flagels. A continuació ve una etapa no molt diferent de la hibernació anomenada hipnozigot. La membrana s'expandeix obrint la teca, el protoplasma es contrau i es forma una nova teca més dura. Algunes vegades es formen fins i tot espines. El quist acabat de formar es diposita en el fons marí. Quan les condicions tornen a ser favorables, trenca la seva teca, passa per una etapa temporal anomenada planomeiocit i després retorna ràpidament a la forma dinoflagel·lada de principi del cicle.

## Ecologia
Els dinoflagel·lats de vegades proliferen, atenyent concentracions de més d'un milió de cèl·lules per mil·lilitre. Certes espècies produeixen neurotoxines en tals quantitats que maten els peixos i s'acumulen en els animals filtradors, com els crustacis, i així els tòxics poden afectar la gent que se'ls menja, podent arribar a ser fatals. Aquest fenomen és la marea roja, del color que la floració dona a l'aigua. Alguns dinoflagel·lats sense color poden també formar floracions tòxiques, tals com els Pfiesteria. Cal tenir en compte que no totes les floracions de dinoflagel·lats són perilloses. Els parpellejos blavencs visibles a l'aigua de l'oceà a la nit són produïts sovint per les floracions de dinoflagel·lats bioluminescents, que emeten ràfegues curtes de llum quan són molestats. Les floracions es produeixen quan els dinoflagel·lats poden reproduir-se ràpidament a causa dels aliments abundants a l'aigua. Això ocorre quan l'home realitza emissions de fosfats a l'oceà. Per tant, hi ha un gran interès en la biologia dels dinoflagel·lats per motivacions econòmiques i mèdiques.

## Fòssils
A partir del període Triàsic es troben quists de dinoflagel·lats com a microfòssils, formant una part important de la microflora marina del Juràssic mitjà, continuant durant el Cretaci i el Cenozoic fins a l'actualitat. Donat que certes espècies s'adapten a diferents condicions de l'aigua superficial, aquests fòssils es poden utilitzar per a reconstruir les condicions superficials oceàniques (Sluijs i cols., 2005). Arpylorus, del Silurià del nord de l'Àfrica va ser considerat un fòssil de dinoflagel·lat, però aquest palinomorf ara es considera part de la microfauna. És possible que alguns dels acritarcs paleozoics siguin realment dinoflagel·lats.

## Classificació
Classe Dinophyceae (Bütschli, 1885) Pascher, 1914
Classe Blastodiniophyceae Fensome i cols., 1993
Classe Noctiluciphyceae Fensome i cols., 1993
Classe Syndiniophyceae Loeblich III, 1976